# Antonia Gordiana
Antonia Gordiana (Roma, 201 – ...) è stata una nobildonna romana, figlia di Gordiano I, sorella di Gordiano II e madre di Gordiano III.
La Historia Augusta si riferisce a lei anche con il nome Mecia Faustina (in latino Maecia Faustina), ma gli storici moderni respingono questo nome.

## Biografia
Nata a Roma nel 201, passò la sua infanzia con il fratello nella casa fatta costruire da Pompeo a Roma e che fu inoltre dimora per il triumviro Marco Antonio e per l'imperatore Tiberio. 

Dopo il 214 si sposò con il senatore Giunio Licinio Balbo (Iunius Licinius Balbus), nipote di Ceionia Plauzia, una sorella dell'imperatore Lucio Vero, dalla Historia Augusta, da cui ebbe, il 20 gennaio 225, un figlio: Marco Antonio Gordiano Pio (meglio conosciuto come Gordiano III).
Dopo la morte del padre e del fratello, gli imperatori Gordiano I e Gordiano II, il senato fece rivestire tale carica a Balbino e Pupieno e durante il loro regno il futuro Gordiano III acquisì una popolarità così grande tra i cittadini di Roma da essere adottato dai due imperatori in carica ed essere così nominato loro erede. Il 29 luglio 238 la Guardia pretoriana, forse corrotta da Antonia, depose Balbino e Pupieno uccidendoli, facendo così divenire Gordiano il nuovo imperatore.
Durante il regno di suo figlio Antonia lo assistette negli affari e nel riformare l'amministrazione, il fisco nonché l'esercito (tentò infatti di alleggerire gli oneri finanziari di Roma). Si occuparono inoltre con scrupolosa attenzione nel rafforzare le frontiere dell'impero e di perseguire i governatori rei di aver abusato del proprio potere o di corruzione.
Nel 241 Gordiano III nominò prefetto della guardia pretoriana Timesiteo, di cui sposò la figlia di nome Tranquillina. Quando nel 243 Timesiteo morì fu rimpiazzato da Filippo l'Arabo, il futuro successore di Gordiano, morto nel febbraio 244 per ordine dello stesso Filippo o in battaglia sul fronte persiano. Dalla morte del figlio nulla si sa della sorte di Antonia.